# Bài toán ba vật thể

Quỹ đạo gần đúng của ba vật thể giống hệt nhau nằm tại các đỉnh của một tam giác không cân với vận tốc ban đầu bằng không. Khối tâm, theo định luật bảo toàn động lượng, vẫn giữ nguyên vị trí của nó.

Trong vật lý học, đặc biệt là cơ học cổ điển, bài toán ba vật thể là lấy vị trí ban đầu và vận tốc (hoặc động lượng) của ba khối lượng điểm quay quanh nhau trong không gian và tính toán quỹ đạo tiếp theo của chúng bằng cách sử dụng định luật chuyển động của Newton và định luật vạn vật hấp dẫn của Newton.
Khác với bài toán hai vật thể, bài toán ba vật thể không có biểu thức dạng đóng tổng quát, nghĩa là không có phương trình nào mà có thể luôn luôn giải được bài toán này. Khi ba vật thể quay quanh nhau, hệ thống động lực của chúng là hỗn loạn đối với hầu hết các điều kiện ban đầu (initial condition). Vì không có phương trình nào có thể giải được hầu hết các hệ ba vật thể, nên cách duy nhất để dự đoán chuyển động của các vật thể là ước tính chúng bằng các phương pháp số (numerical method).
Bài toán ba vật thể là một trường hợp đặc biệt của bài toán n vật thể. Trong lịch sử, bài toán ba vật thể cụ thể đầu tiên được nghiên cứu mở rộng là bài toán liên quan đến Trái Đất, Mặt Trăng và Mặt Trời. Theo nghĩa hiện đại mở rộng, bài toán ba vật thể là bất kỳ bài toán nào trong cơ học cổ điển hoặc cơ học lượng tử mô hình hóa chuyển động của ba hạt.